# Beren Saat
Beren Saat Doğulu (n. 26 februarie 1984), este o actriță din Turcia.

## Viață privată
Beren Saat a trăit în Ankara până la rolul ei din Türkiyenin Yildizlari. Mai târziu, s-a mutat la Istanbul cu mama ei. Are un frate mai mare. Vorbește atât engleza cât și spaniola. În timpul liber, îi place să joace tenis sau să danseze. La 29 iulie 2014, s-a căsătorit cu cântărețul turc Kenan Doğulu în Los Angeles.

## Filmografie

### Film
| An   | Titlu             | Rol          | Note |
| ---- | ----------------- | ------------ | ---- |
| 2009 | Güz Sancısı       | Elena        |      |
| 2009 | Gecenin Kanatları | Gece         |      |
| 2012 | Gergedan Mevsimi  | Buse         |      |
| 2013 | Benim Dünyam      | Ela Bayındır |      |

### Televiziune
| An        | Titlu                | Rol                      | Note  |
| --------- | -------------------- | ------------------------ | ----- |
| 2004      | Așkımızda Ölüm Var   | Nermin                   |       |
| 2005-2006 | Așka Sürgün          | Zilan Șahvar Azizoğlu    |       |
| 2006-2008 | Hatırla Sevgili      | Yasemin Ünsal            |       |
| 2008-2010 | Iubire ascunsă       | Bihter Ziyagil           |       |
| 2010-2012 | Fatmagül'ün Suçu Ne? | Fatmagül Ketenci         |       |
| 2013-2014 | İntikam              | Derin Çelik/Yağmur Özden |       |
| 2015-2017 | Kosem                |                          | [ 2 ] |